# Michael H. Weber
Michael H. Weber (Great Neck, 13 gennaio 1978) è uno sceneggiatore e produttore cinematografico statunitense.
È solito collaborare con lo sceneggiatore Scott Neustadter, assieme al quale ha scritto le sceneggiature originali dei film (500) giorni insieme e La Pantera Rosa 2 e gli adattamenti cinematografici di vari romanzi, tra cui quello per The Disaster Artist, per il quale lui e Neustadter sono stati candidati alla miglior sceneggiatura non originale ai premi Oscar 2018.

## Biografia
Weber è cresciuto in una famiglia ebrea a Great Neck, nello Stato di New York. Ha frequentato la John L. Miller Great Neck North High School e si è laureato presso l'Università di Syracuse nel 2000. Ha iniziato la sua carriera collaborando con Scott Neustadter, con il quale ha scritto la sceneggiatura originale dei film (500) giorni insieme di Marc Webb e La Pantera Rosa 2 di Harald Zwart, entrambi usciti nel 2009. La sceneggiatura di (500) giorni insieme ha valso a lui e a Neustadter la vittoria del Satellite Award, dell'Independent Spirit Award e dell'Hollywood Film Award.
Nel 2011 Weber e Neustadter hanno ideato e sceneggiato la serie televisiva Amici di letto, trasmessa da NBC per un'unica stagione di 13 episodi. In seguito i due hanno scritto la sceneggiatura del film The Spectacular Now, diretto da James Ponsoldt (2013), adattando l'omonimo romanzo di Tim Tharp, e hanno adattato due romanzi di John Green: Colpa delle stelle  per l'omonimo film diretto da Josh Boone (2014) e Città di carta per l'omonimo film di Jake Schreier (2015).
Nel 2017 è stato distribuito da Netflix il film Le nostre anime di notte di Ritesh Batra, scritto dai due adattando l'omonimo romanzo postumo di Kent Haruf. Nello stesso anno è uscito il film The Disaster Artist di James Franco, che hanno scritto adattando per il grande schermo il libro autobiografico di Greg Sestero e Tom Bissell. Per quest'ultimo lavoro, Weber e Neustadter sono stati candidati alla miglior sceneggiatura non originale ai premi Oscar 2018 e hanno vinto il Satellite Award, l'Hollywood Film Award e il National Board of Review Award.

## Filmografia

### Sceneggiatore
- (500) giorni insieme ((500) Days of Summer), regia di Marc Webb (2009)
- La Pantera Rosa 2 (The Pink Panther 2), regia di Harald Zwart (2009)
- Amici di letto (Friends with Benefits) – serie TV, 12 episodi (2011)
- The Spectacular Now, regia di James Ponsoldt (2013)
- Colpa delle stelle (The Fault in Our Stars), regia di Josh Boone (2014)
- Città di carta (Paper Towns), regia di Jake Schreier (2015)
- Le nostre anime di notte (Our Souls at Night), regia di Ritesh Batra (2017)
- The Disaster Artist, regia di James Franco (2017)
- Rosaline, regia di Karen Maine (2022)

### Produttore esecutivo
- Amici di letto (Friends with Benefits) – serie TV, episodio 1x01 (2011)
- The Spectacular Now, regia di James Ponsoldt (2013)
- Città di carta (Paper Towns), regia di Jake Schreier (2015)
- The Disaster Artist, regia di James Franco (2017)

## Riconoscimenti
- 2009 – Satellite Award[6]
  - Premio alla miglior sceneggiatura originale condiviso con Scott Neustadter, per (500) giorni insieme

- 2009 – Hollywood Film Awards[8]
  - Premio per lo sceneggiatore dell'anno condiviso con Scott Neustadter, per (500) giorni insieme

- 2010 – Independent Spirit Awards[7]
  - Premio alla miglior sceneggiatura condiviso con Scott Neustadter, per (500) giorni insieme

- 2010 – Writers Guild of America Award[13]
  - Candidatura alla miglior sceneggiatura originale con Scott Neustadter, per (500) giorni insieme

- 2014 – Independent Spirit Awards[14]
  - Candidatura alla miglior sceneggiatura con Scott Neustadter, per The Spectacular Now

- 2017 – Hollywood Film Awards[8]
  - Premio per lo sceneggiatore dell'anno condiviso con Scott Neustadter, per The Disaster Artist

- 2017 – National Board of Review Awards[12]
  - Premio alla miglior sceneggiatura non originale condiviso con Scott Neustadter, per The Disaster Artist

- 2018 – Premio Oscar[1]
  - Candidatura alla miglior sceneggiatura non originale con Scott Neustadter, per The Disaster Artist

- 2018 – Satellite Awards[11]
  - Premio alla miglior sceneggiatura non originale condiviso con Scott Neustadter, per The Disaster Artist

- 2018 – Writers Guild of America Award[13]
  - Candidatura alla miglior sceneggiatura non originale con Scott Neustadter, per The Disaster Artist